# Insurrecció dels partits d'Omasuyos, Pacajes i Larecaja
La Rebel·lió dels partits d'Omasuyos, Pacajes i Larecaja a la Intendència de la Paz va ser un dels focus revolucionaris que es van produir a l'Alt Perú (avui Bolívia) en contra del domini espanyol. Va passar al 1811 com a reacció a la derrota del exèrcit auxiliar de Buenos Aires a la batalla d'Huaqui.

## Ocupació de La Paz
Després que l'exèrcit realista al comandament de José Manuel de Goyeneche obtingués la victòria en la Batalla d'Huaqui el 20 de juny del 1811, les restes de l'exèrcit del Nord es van precipitar en retirada cap a Potosí. Francisco del Rivero amb la seva divisió gairebé intacta va avançar sobre La Paz on el governador Domingo Tristán i el cabildo havien revocat la seva adhesió a Buenos Aires. Després de diversos enfrontaments, Rivero i les seves forces van retornar a Cochabamba.
Immediatament a la derrota de Guaqui, a la Intendència de la Paz els indígenes dels partits d'Omasuyos, Pacajes i Larecaja, prèviament incentivats per Rivero, no van acceptar la restauració realista en els seus territoris i es van revoltar comandats pel subdelegat de Larecaja Juan Manuel Muñecas (germà del capellà Ildefonso Escolástico de las Muñecas) i Juan Manuel Cáceres (supervivent de la revolució de La Paz del 1809). Eren els qui van conformar l'Exèrcit Restaurador dels Indis del Perú assetjant La Paz des del 29 de juny del 1811. el seu centre d'operacions es va situar en les altures de Pampajasi.
Goyeneche va avançar sobre La Paz, a on el seu cosí Domingo Tristán el va rebre triomfalment i va ser confirmat en el càrrec de governador. El 4 d'agost Goyeneche va partir cap a Cochabamba.
A principis d'agost del 1811 les forces de Cáceres van incendiar i van ocupar la ciutat de La Paz. Allí va ser decapitat el governador intendent interí Diego Quint Fernández Dávila i degollats els seus partidaris i la guarnició de tres-cents homes per un destacament indígena al comandament de Casimiro Irusta. Entre les incorporacions que ho van anar aconseguint havia la del cacic de San Agustín de Toledo, Titichoca, i la del cabdill de Chayanta, Manuel Ascensio Padilla.
El 13 d'agost l'avantguarda realista al comandament de Juan Ramírez Orozco va obtenir el triomf a la primera Batalla de Sipe Sipe (o Batalla d'Amiraya) sobre les forces de Cochabamba. El 21 d'agost del 1811, Goyeneche va entrar pacíficament a Cochabamba, després d'acceptar peticions de clemència dels seus ciutadans.
Els insurrectes van col·locar com a intendent de La Paz a Ramon Mariaca i després van atacar a la guarnició realista que custodiava el pas del riu Desaguadero, van degollar als seus cent defensors i es van dirigir (al comandament de Cáceres) a la trobada del general Gerónimo Marró de Lombera, qui amb mil dos-cents homes va ser destacat per Goyeneche per recuperar La Paz. Els dos exèrcits van xocar a la batalla de Sicasica el 6 d'octubre, sent derrotats completament els realistes, per la qual cosa Lombera es va refugiar a Oruro amb només set homes, sent aquesta vila presa l'endemà.

## Reacció realista
En assabentar-se de la derrota de Sicasica, Goyeneche es va trobar aïllat del Perú i va partir rumb a Oruro amb tres mil cinc-cents soldats des Chuquisaca, deixant-ne cinc-cents en aquesta ciutat.
Per donar suport a l'exèrcit realista de Goyeneche, el Virrei del Perú José Fernando d'Abascal, va ordenar al governador de Puno, Manuel Quimper, que preparés un exèrcit amb forces reclutades a Arequipa, Lampa, Azángaro, Tacna i Cusco. Es van dirigir en direcció a La Paz quatre o cinc mil soldats indígenes des de Cusco al comandament del cacic Mateo Pumacahua, secundat pel cacic de Chincher, Manuel Choquehuanca, rebent reforços d'Arequipa i de Puno. Aquestes forces eren majoritàriament indígenes quítxues i van cometre excessos i crueltats contra les poblacions aimares al arribar a l'Alt Perú. Per tallar-los el pas sobre el riu Desaguadero, els insurrectes d'Omasuyos i Larecaja es van enfrontar i van vèncer en la batalla de Tiquina a una guarnició realista, prenent dos canons, però no van poder impedir que el tinent coronel Pedro Benavente prengués La Paz (segons García Camba, amb el suport de Lombera, qui segons altres fonts havia estat atropellat a Sicasica). Ocupada La Paz pels realistes, Pumacahua va avançar cap Sicasica i Oruro restablint les comunicacions amb l'exèrcit de Goyeneche, qui va iniciar la seva marxa sobre Potosí on es trobava Eustoqui Díaz Vélez amb les restes de l'Exèrcit del Nord. 